# Martha MacIsaac
Martha MacIsaac (Charlottetown, Isla del Príncipe Eduardo; 11 de octubre de 1984) es una actriz canadiense de televisión y cine y exactriz infantil. MacIsaac es conocida por su papel de Becca, interés romántico del personaje de Michael Cera en la comedia adolescente de 2007 Superbad. Comenzó su carrera actuando como Emily Byrd Starr en la serie de televisión Emily of New Moon, basada en los libros de Lucy Maud Montgomery.

## Vida personal
Estuvo casada con el productor de cine Torre Catalano desde 2010 hasta 2015. En 2013 residía en Los Ángeles. El 5 de diciembre de 2018 se comprometió con Kyle McCullough. Se casaron tres días después. Anunció su embarazo en abril de 2019 y tuvieron su primer hijo, Isaac Kelly McCullough, en octubre de 2019. Su hija Maude nació en diciembre de 2022.

## Filmografía

### Cine
| Año  | Título                      | Papel           | Notas                |
| ---- | --------------------------- | --------------- | -------------------- |
| 2005 | Ice Princess                | Mean Party Girl |                      |
| 2007 | Superbad                    | Becca           |                      |
| 2009 | The Last House on the Left  | Paige           |                      |
| 2009 | Gobstopper                  |                 | Solo se editó en DVD |
| 2009 | The Thaw                    | Evelyn Kruipen  |                      |
| 2011 | Faith, Fraud & Minimum Wage | Casey McMullen  |                      |

### Televisión
| Año       | Título             | Papel                     | Notas                          |
| --------- | ------------------ | ------------------------- | ------------------------------ |
| 1998–2000 | Emily of New Moon  | Emily Byrd Starr          |                                |
| 2000      | Eckhart            | Bridgid                   | Voz                            |
| 2003      | This Time Around   | Gabby Castellani de joven |                                |
| 2004      | Suburban Madness   | Vivian Leigh Bacha        |                                |
| 2005      | I Do, They Don't   | Moira Lewellyn            |                                |
| 2006–2008 | Di-Gata Defenders  | Melosa                    | Voz                            |
| 2006      | Night of Terror    | Olivia Dunne              |                                |
| 2006      | This Is Wonderland | Kristy Hausman            | Artista invitada, episodio 3.6 |
| 2007      | In God's Country   | Charlotte                 |                                |
| 2013      | 1600 Penn          | Becca Gilchrist           |                                |